# Cegłów (Mińsk)
Pour les articles homonymes, voir Cegłów.
Cegłów (prononciation : [ˈt͡sɛɡwuf]) est un village polonais de la gmina de Cegłów dans le powiat de Mińsk de la voïvodie de Mazovie dans le centre-est de la Pologne.
Le village est le siège administratif (chef-lieu) de la gmina appelée gmina de Cegłów.
Il se situe à environ 13 kilomètres à l'est de Mińsk Mazowiecki (siège du powiat) et à 51 kilomètres à l'est de Varsovie (capitale de la Pologne).
Le village compte approximativement une population de 2846 habitants.

## Histoire
De 1975 à 1998, le village appartenait administrativement à la voïvodie de Siedlce.